# Arkhangelsky (cráter de Marte)
Arkhangelsky es un cráter de impacto de grandes proporciones del planeta Marte situado a -41,4° Norte y 24,8° Oeste (-41,1° Norte y 335,2° Este). El impacto causó una abertura de 125 kilómetros de diámetro en la superficie del cuadrángulo MC-26 del planeta. El nombre fue aprobado en 1979 por la Unión Astronómica Internacional en honor al diseñador de aviones ruso Alexander Arkhangelsky.